# Dimitri von Vietinghoff
Dimitri (Demetrius) Karl Wilhelm Hartwig Heinrich Alexander von Vietinghoff (* 21. Mai 1836 in Ludwigslust; † 24. Oktober 1914 in Schwerin) war ein mecklenburgischer Offizier und Hofbeamter.

## Leben
Dimitri von Vietinghoff entstammte dem westfälisch-baltischen Adelsgeschlecht von Vietinghoff. Er war ein Sohn des großherzoglich mecklenburg-schwerinschen Majors und Bataillonskommandeurs (Wilhelm Friedrich) Jasper von Vietinghoff (1801–1851) und dessen Frau Marie, geb. von Moltke (1803–1883). 1854 trat er als Offizieraspirant in das Mecklenburgische Jäger-Bataillon ein und wechselte 1855 zur  Artillerie-Abteilung. Im selben Jahr wurde er Leutnant und 1860 Premierleutnant. Ab 1863 diente er als Flügeladjutant des Großherzogs Friedrich Franz II. von Mecklenburg-Schwerin. 1868 erfolgte seine Beförderung zum Hauptmann und Batteriechef.
Im Deutsch-Französischen Krieg 1870/71 war er Generalstabsoffizier beim Stab des Großherzogs Friedrich Franz. 1872 wurde er als Batteriechef zum Schlesischen Feldartillerie-Regiment Nr. 6 versetzt. 1875 wurde er Major des 1. Garde-Feldartillerie-Regiment. 1876 erfolgte seine Berufung zum Militärattaché an der deutschen Botschaft in London.
1883 nahm Vietinghoff als Oberst seinen Abschied aus der preußischen Armee. Im selben Jahr wurde er zum Hofmarschall der mecklenburgischen Großherzoginmutter Alexandrine bestellt. Nach ihrem Tod 1892 ernannte ihn Großherzog Friedrich Franz III. zum Oberschlosshauptmann. Nach dem Tod von Friedrich Franz III. 1897 wurde er Hofchef der Ehefrau des Regenten, Herzog Johann Albrecht und der Herzogin Elisabeth. 1901 wurde er Oberkammerherr am Hof in Schwerin und 1903 Oberhofmarschall des Großherzogs Friedrich Franz IV.
Ab 1883 war er Mitglied des Vereins für mecklenburgische Geschichte und Altertumskunde.
Von Januar 1909 bis zu seinem Tod war er als Nachfolger des Adolf von Maltzahn Graf von Plessen auf Ivenack der dritte Kommendator der Mecklenburgischen Genossenschaft des Johanniterordens. Sein Nachfolger wurde Hermann Otto Louis Karl Graf von Schwerin.
Vietinghoff war von 1905 bis 1914 der 5. Senior des Vietinghoff´schen Familienverbandes. 1886 hatte er sich mit Madeleine von Witzendorff (1856–1904) vermählt. Aus der Ehe ging ein Sohn Alexander Wilhelm Theodor Paul Adolf Otto von Vietinghoff (1887–1940) hervor.

## Auszeichnungen
- 1895 Prädikat Exzellenz
- 1871: Eisernes Kreuz[4]
- 1871: Mecklenburgisches Militärverdienstkreuz 1. und 2. Klasse
- Preußischer Kronenorden I. Klasse mit Schwertern am Ringe
- Roter Adlerorden II. Klasse
- Johanniterorden, Rechtsritter
- Oldenburgischer Haus- und Verdienstorden des Herzogs Peter Friedrich Ludwig, Großkreuz
- Hausorden vom Weißen Falken, Großkreuz
- Orden vom Zähringer Löwen, Großkreuz
- Fürstlich Schaumburg-Lippischer Hausorden I. Klasse
- Herzoglich Sachsen-Ernestinischer Hausorden, Komturkreuz 1. Klasse
- Orden Heinrichs des Löwen, Komturkreuz 1. Klasse
- Bayerischer Militär-Verdienst-Orden, Ritterkreuz 1. Klasse
- Albrechts-Orden, Ritterkreuz 1. Klasse
- Hausorden Albrechts des Bären, Ritterkreuz 1. Klasse
- Wilhelmsorden IV. Klasse
- Dannebrogorden, Großkreuz (1912: mit Brillanten)[5]
- Orden von Oranien-Nassau, Großkreuz
- Russischer Orden der Heiligen Anna 1. Klasse
- Bulgarischer Zivilverdienstorden, Großkreuz
- Orden Karls III., Großkreuz
- Weißer Elefantenorden, Großkreuz
- Siamesischer Kronenorden, Großkreuz

- Preußisches Dienstauszeichnungskreuz
- Kriegsdenkmünze für 1864
- Erinnerungskreuz für 1866
- Kriegsdenkmünze für die Feldzüge 1870–71
- Britische Jubiläumsmedaille
- Britische Krönungsmedaille